# Nabatiye (guvernement)
Nabatiye är ett av Libanons guvernement, beläget i landets sydöstra hörn. Guvernementet är 1 058 km² stort och dess huvudort är Nabatiye. I söder gränsar guvernementet mot Golanhöjderna.